# Telophorus
Genre
Synonymes
- Chlorophoneus Cabanis, 1850[2]

Telophorus est un genre de passereaux de la famille des Malaconotidae. Il regroupe quatre espèces de gladiateurs et tchagras.

## Répartition
Ce genre vit à l'état naturel en Afrique subsaharienne,,,.

## Liste alphabétique des espèces
Selon la classification de référence du Congrès ornithologique international (version 8.2, 2018) :
- Telophorus cruentus (Hemprich & Ehrenberg, 1828) — Gladiateur à croupion rose, Gonolek à croupion rose, Rhodophone à croupion rose, Tchagra à croupion rose
- Telophorus dohertyi (Rothschild, 1901) — Gladiateur de Doherty, Gonolek de Doherty
- Telophorus viridis (Vieillot, 1817) — Gladiateur vert, Gonolek vert
- Telophorus zeylonus (Linnaeus, 1766) — Gladiateur bacbakiri, Gonolek bacbakiri